# Loosu
Loosu – wieś w Estonii, w prowincji Võru, w gminie Võru. We wsi znajduje się jezioro Loosu.